# تومويا تامورا
تومويا تامورا (باليابانية: 田村朋也) هو عداء سريع ياباني، ولد في 20 أغسطس 1992.

## وصلات خارجية
- تومويا تامورا على موقع الاتحاد الدولي لألعاب القوى (الإنجليزية)
- تومويا تامورا على موقع الرابطة اليابانية لاتحادات ألعاب القوى (اليابانية)
- تومويا تامورا على موقع أوليمبيديا (الإنجليزية)